# Велики Вопец
Велики Вопец (рус. Большой Вопец) река је у европском делу Русије која протиче преко територије Кардимовског рејона Смоленске области. Десна је притока рекеДњепар и део басена Црног мора.
Извире јужно од села Маркати на северу Кардимовског рејона, на јужним обронцима Духовшчинског побрђа, нешто северније од међународног ауто пута М1 који повезује Москву са Минском. Улива се у Дњепар након 57 km тока готово меридијанског правца недалеко од села Верхније Немикари.